# Amado (Arizona)
Amado ist ein Census-designated place im Santa Cruz County im US-Bundesstaat Arizona. Das U.S. Census Bureau hat bei der Volkszählung 2020 eine Einwohnerzahl von 198 auf einer Fläche von 29,1 km² ermittelt. Die Bevölkerungsdichte liegt bei 7 Einwohnern je km². 
Der Ort befindet sich an der Interstate 19.